# Losenický potok
Losenický potok, který je na horním toku nazývaný též Mlýnský potok, je pravostranný přítok řeky Sázavy v okresech Žďár nad Sázavou a Havlíčkův Brod v Kraji Vysočina. Délka toku činí 16,6 km. Plocha povodí měří 42,7 km².

## Průběh toku
Potok pramení severozápadně od obce Vepřová v okrese Žďár nad Sázavou v nadmořské výšce okolo 640 m. Zprvu teče východním směrem. Severovýchodně od Vepřové napájí Vepřovský nový rybník, od něhož se stáčí k jihu. Tímto směrem proudí až k soutoku s Nížkovkou. Odtud potok směřuje na jihozápad k obci Velká Losenice, kterou protéká. Klikatí se jihozápadním směrem, za obcí Pořežín se připojí Losenička a pokračuje až ke svému ústí do Sázavy, do níž se vlévá na jejím 187,5 říčním kilometru v Ronově nad Sázavou.

### Větší přítoky
- Nížkovka (hčp 1-09-01-015) je levostranný přítok s plochou povodí 5,0 km².[2] Potok, jehož délka činí 3,5 km,[3] pramení jihozápadně od Kamenného vrchu (690 m) v nadmořské výšce okolo 655 m. Po celé své délce protéká lesnatou krajinou. Na horním toku teče jihozápadním směrem, na středním toku směřuje na jih. Dolní tok potoka se obrací na západ, napájí Pstruhový rybník a vlévá se do Losenického potoka na jeho 10,6 říčním kilometru v nadmořské výšce okolo 570 m.
- Brantský potok je pravostranný přítok, jehož délka činí 3,5 km.[4] Pramení západně od Vepřové v nadmořské výšce okolo 635 m. Kromě nejhornější části toku, kde potok směřuje na jihozápad, teče převážně jihovýchodním směrem až ke svému ústí do Losenického potoka na jeho 9,1 říčním kilometru v nadmořské výšce okolo 545 m. V horní části povodí potoka se nachází přírodní rezervace Branty.
- Losenička (hčp 1-09-01-017) je pravostranný přítok, jehož délka činí 4,3 km[5] a plocha povodí měří 5,7 km².[2] Potok pramení severně od Malé Losenice v nadmořské výšce okolo 620 m. V Malé Losenici napájí dva místní rybníky, které se nazývají Malá Losenice I a Malá Losenice II. Po celé své délce směřuje Losenička převážně jižním směrem až ke svému ústí. Do Losenického potoka se vlévá na jeho 2,8 říčním kilometru v nadmořské výšce okolo 480 m.

## Vodní režim
Průměrný průtok u ústí činí 0,42 m³/s.
M-denní průtoky u ústí:
| M [dní]  | Q30  | Q60  | Q90  | Q120 | Q150 | Q180 | Q210 | Q240 | Q270 | Q300 | Q330 | Q355 | Q364 |
| -------- | ---- | ---- | ---- | ---- | ---- | ---- | ---- | ---- | ---- | ---- | ---- | ---- | ---- |
| Q [m³/s] | 1,01 | 0,66 | 0,50 | 0,39 | 0,32 | 0,26 | 0,21 | 0,18 | 0,14 | 0,11 | 0,08 | 0,06 | 0,04 |